# Гузь, Нина Григорьевна
Ни́на Григо́рьевна Гузь (род. 19 апреля 1949, станица Тбилисская, Краснодарский край) — советская, украинская художница, художник-мультипликатор (художник-постановщик

).

## Биография
В 1976 году окончила художественный факультет ВГИКа. В 1976—1989 годах работала художником творческого объединения художественной мультипликации студии «Киевнаучфильм».
Член Национального союза художников Украины.

## Творчество
В 1970—1980-е годы осуществила постановку ряда мультфильмов. Автор эскизов к мультфильмам «Сон в летнюю ночь» (1978), «Млечный Путь» (1980), «И сестра их Лыбидь» (1982), «Дорога», «Соляная долина» (1983), «Прощание с домом», «Нападение гангстеров» (1984-86).
Работала в книжной графике.

### Избранная фильмография
| Год       |    | Название                      | Примечание                        |
| --------- | -- | ----------------------------- | --------------------------------- |
| 1976—1979 | мс | Приключения капитана Врунгеля | художник-постановщик (серии 1-13) |
| 1981      | мф | И сестра их Лыбидь            | художник-постановщик              |
| 1983      | мф | Жили-были мысли…              | художник-постановщик              |
| 1984      | мф | Джордано Бруно                | художник-постановщик              |
| 1985      | мф | Солнышко и снежные человечки  | художник-постановщик              |
| 1985      | мф | Чумацкий шлях                 | художник-постановщик              |
| 1986      | мф | Альтернатива                  | художник-постановщик              |
| 1987      | мф | Страшная месть                | художник-постановщик              |

## Награды и признание
- диплом 2-й степени — за эскизы к мультфильму «Сон в летнюю ночь» (1978)
- диплом республиканского фестиваля «Молодость-80» (Киев, 1980) — за эскизы к мультфильму «Млечный Путь» (1980)
- диплом Всесоюзного фестиваля мультфильмов (Вильнюс, 1981) — за эскизы к мультфильму «Млечный Путь» (1980)